# Ladislav Brom
Ladislav Brom, vlastním jménem Ladislav Kořínek, po emigraci John L. Brom (16. dubna 1908, Choceň – 22. ledna 1969, USA) byl český herec, tanečník, filmový režisér a producent, africký cestovatel a dokumentarista.

## Život

### Rodinné zázemí, studia, kariéra do roku 1939
Ladislav Brom se narodil dne 16. dubna 1908 v Chocni svobodné matce Marii Bromové. Několik týdnů poté se jeho matka provdala za Josefa Kořínka, takže Ladislav Brom přejal otcovo příjmení Kořínek. Na přání rodičů vystudoval stavební inženýrství na ČVUT v Praze. Poté začal (na vlastní pěst) studovat herectví na pražské konzervatoři ve stejné době jako Lída Baarová a Jiřina Štěpničková. Během studií se živil psaním novinových článků a vyučováním tance. S Jiřinou Štěpničkovou se Brom v pražských klubech často účastnil tanečních soutěží. Následně byl angažován do tanečního sboru Nového německého divadla (nyní Státní opera Praha), kde tančil i jako sólista. Později hrál v operetě v divadle v Českých Budějovicích a v divadle v Ostravě. V divadelním prostředí používal Ladislav matčino příjmení Brom. K filmu se Ladislav Brom dostal ve 30. letech 20. století. V roce 1935 jako stipendista ministerstva zahraničí pobýval nějaký čas v Sovětském svazu, kde byl asistentem režie.  Kromě herectví a tance skládal Ladislav Brom i básně (publikoval je pod pseudonymem Rimon). V roce 1937 režíroval Ladislav Brom svůj první film Harmonika a krom režie byl i společníkem Jana Reitera – filmového producenta tohoto filmu. Několik let pak Ladislav Brom režíroval pro Jana Reitera, později se stal jeho společníkem a nakonec Brom společnost Reiterfilm koupil a dále ji provozoval pod názvem Brom–film.
17. prosince 1938 se u sv. Víta v Praze oženil s Věrou Bromovou (1919-2019), v manželství se narodili 4 děti, Marcela Bromová-Křepelková (1939), Alexandra Bromová, Zuzana Bromová a syn Jan Brom, manželství bylo v roce 1949 rozvedeno. Jeho sestrou, byla spisovatelka Milena Lukešová roz. Kořínková (1922-2008).[zdroj?]

### Protektorát Čechy a Morava
Ladislav Brom režíroval a produkoval mnoho dodnes populárních filmů: U pokladny stál (1939, s Vlastou Burianem); „Tulák Macoun“ (1939); Přednosta stanice (1941, s Vlastou Burianem); „Skalní plemeno“ (1943). Brom byl pro film schopen napsat nejen scénář, hrát, režírovat či napsat text k písni. Celkem napsal Brom slova k písním pro 14 filmů. V listopadu roku 1941 byl Brom zatčen gestapem, byl vyslýchán a 4 měsíce vězněn ve Zlíně. Na přímluvu Lídy Baarové byl nakonec Brom propuštěn. Během druhé světové války natočil Brom komedii Život je krásný (1940, v hlavních rolích s Oldřichem Novým a Lídou Baarovou) a ke konci války drama „Skalní plemeno“ (1943, s Danou Medřickou).

### Poválečné roky 1945 až 1949
Po skončení 2. světové války byl Brom obviněn z kolaborace s nacisty, byl opět uvězněn a disciplinární komisí mu byla zastavena umělecká činnost. Důvodem byla událost z 16. března 1939, kdy Brom vezl na Barrandov svého tchána – člena Národní obce fašistické (NOF) dr. ing. Zdeňka Zástěru  a další osoby (včetně režiséra Václava Binovce). Tato akce se konala na pokyn generála Rudolfa Gajdy, jejím cílem bylo převzetí barrandovských filmových ateliérů A-B Němci a celá skončila fiaskem. Ačkoliv Broma obhajovala řada osobností (například český spisovatel-prozaik, publicista, novinář a překladatel německé prózy, národní umělec Ivan Olbracht), nesměl Brom natáčet další filmy, jeho firma Brom–film byla znárodněna a po soudním rozhodnutí, že musí zaplatit pokutu 2 x 100 tisíc korun, se Brom ocitl ekonomicky „na dně“. Nějaký čas se živil jako obchodník s broušeným sklem a byl pod dozorem Státní bezpečnosti. V roce 1948 pomohl Brom (spolu se svou manželkou) k útěku přes hranice Lídě Baarové a v roce 1949 opustil Československou republiku stejnou cestou i on sám.

### Afrika (50. léta 20. století)
S českým spisovatelem historických a biografických románů Františkem Kožíkem (jako textař písní a herec používal František Kožík pseudonym „Jiří Žalman“) spolupracoval Ladislav Brom od roku 1944 na scénáři k filmu „Ve spárech džungle“, což měl původně být první československý hraný film natočený v Africe. Po odchodu z Československa se Brom usadil v Paříži, získal zde finančního partnera a odjel se štábem osmi lidí (Brom byl současně kameramanem, režisérem a hrál v natáčeném filmu i hlavní roli) natáčet do Kamerunu. Natáčení zabralo osm měsíců, bylo úspěšné, ale po návratu do Evropy Brom zjistil, že investor již nemá další prostředky nutné k dokončení filmu. Materiál tedy Brom zpracoval do knižní podoby. Úspěch knihy „Ve spárech džungle“ (francouzsky: „La brousse sans pitié“) umožnil Bromovi získat sponzora pro další plánovanou knihu „Fauna a flóra Konga“. Sponzorem byl majitel belgické továrny na čokoládu Côte d'Or a kniha měla být dopsána do jednoho roku. Ve stejné době (ještě před odjezdem do Afriky) podepsal Brom s francouzským producentem další smlouvu na dokument o fauně a přírodě v rovníkové Africe. S filmařským vybavením a zcela sám odletěl Brom do Konga. Automobilová firma DKW mu dala k dispozici (pod podmínkou, že bude Afrikou cestovat sám) propagační vůz, s nímž během deseti měsíců procestoval (křížem krážem) střed afrického kontinentu (Kongo, Keňu, Tanzanii, Botswanu, Zambii). Po skončení Bromovy cesty byl automobil firmy DKW přepraven do Paříže, aby zde byl vystaven na 42. automobilové výstavě. Po skončení výstavy byl vůz opět převezen do Afriky. Bromovým úkolem bylo vykonat cestu za povstalci Mau–Mau v Keni.

Automobil DKW F89 Universal (zadní část karoserie „Bromova“ vozu ale NEBYLA takto „dřevěná“)
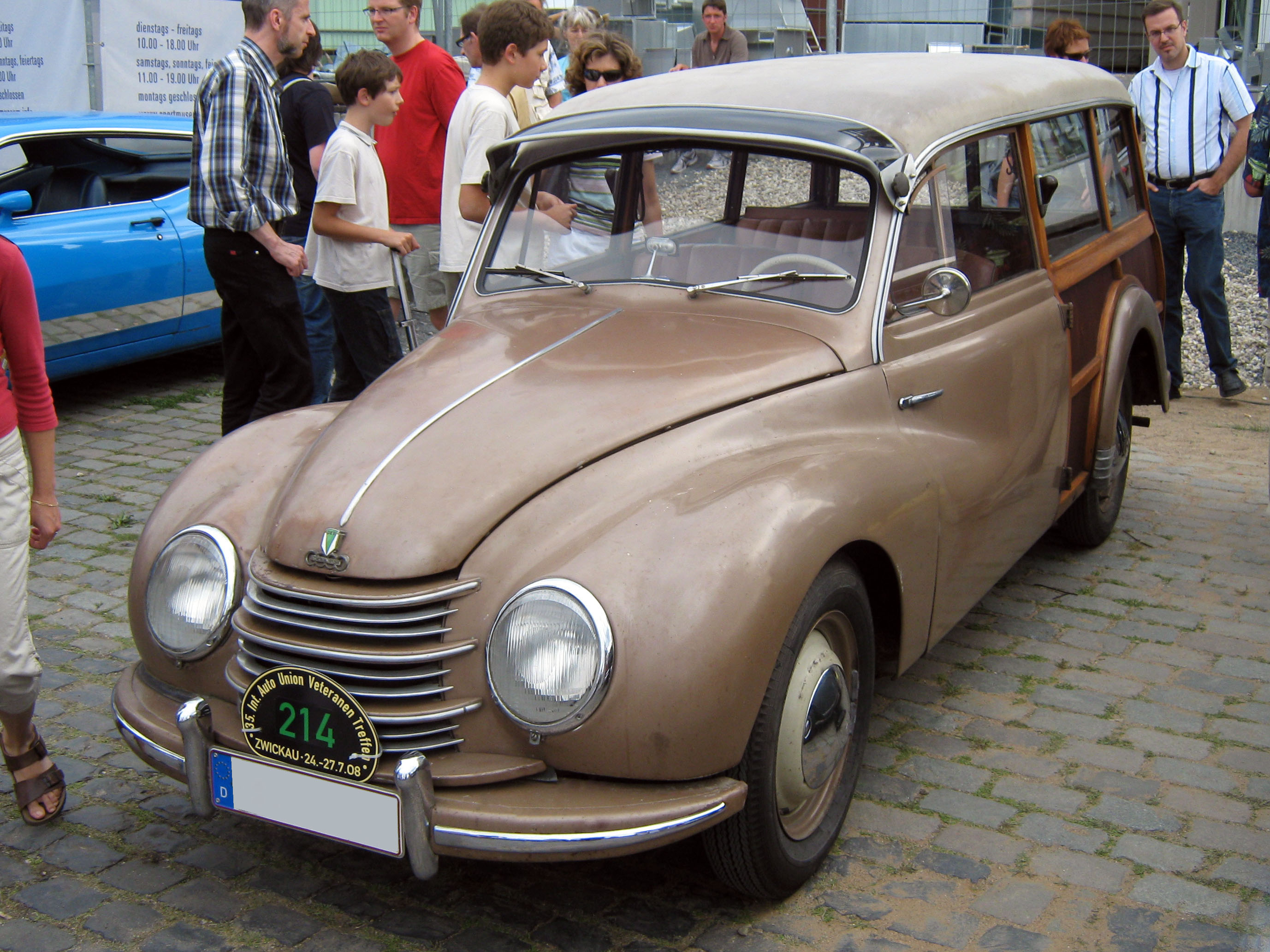
Pohled z přední strany
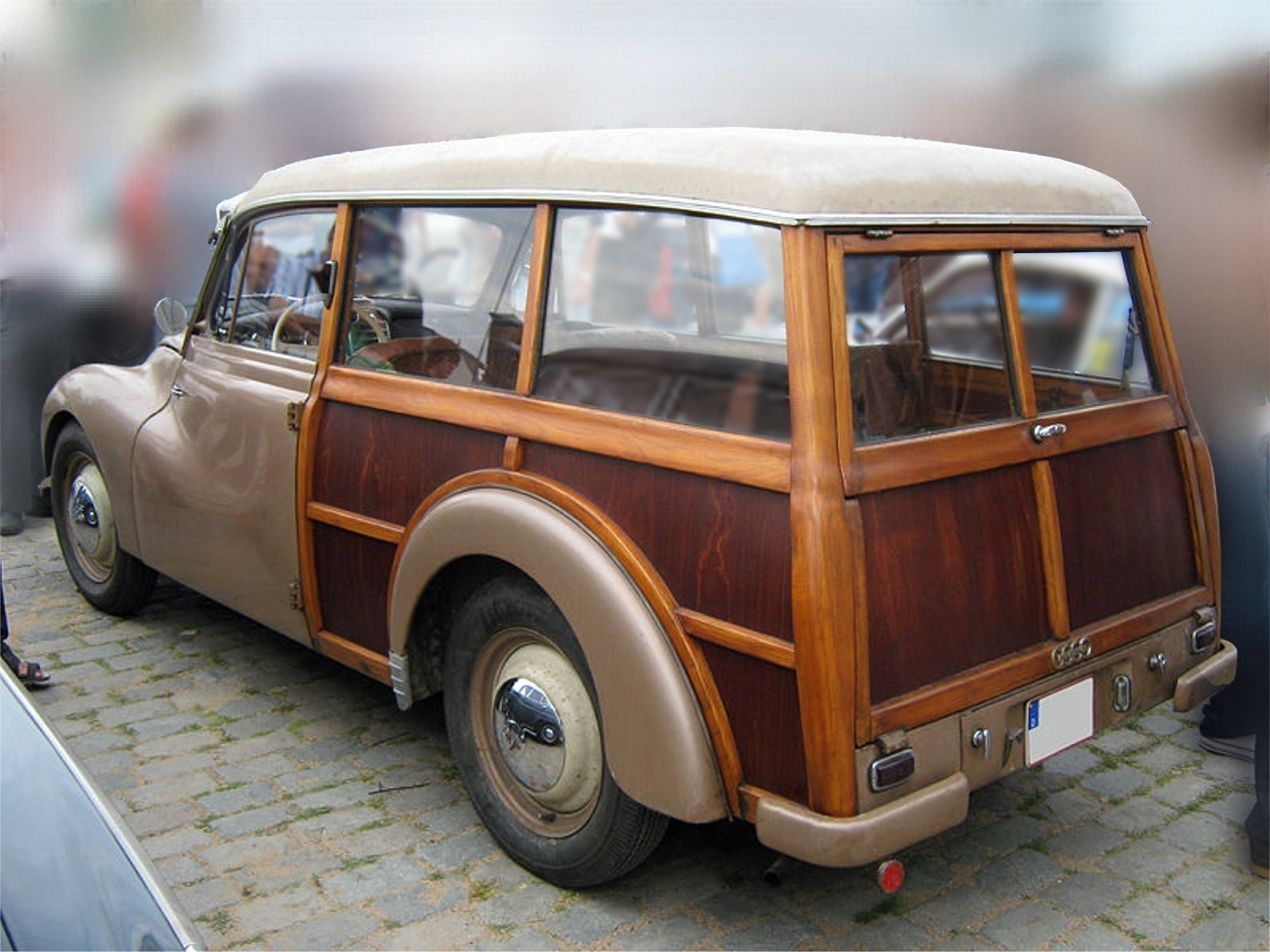
Pohled ze zadní strany
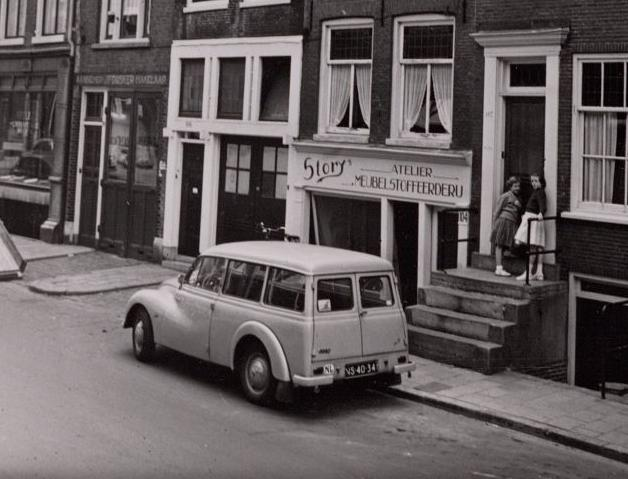
Pohled ze zadní strany (toto je ta „správná“ záď „Bromova“ vozu)

### Pomoc Kongu
V roce 1961 navštívil Broma osobní posel konžského prezidenta Josepha Kasavubua a požadoval na Bromovi pomoc při vybudování diplomatické mise v SRN. Tou dobou bydlel Brom se svojí rodinou v Mnichově a než bylo zřízeno pro zastupitelský úřad samostatné sídlo, sídlil úřad dočasně v Bromově bytě. Předseda konžské sněmovny požádal Broma o doprovod během své oficiální cesty Evropou. Brom tak s delegací během tří týdnů procestoval nejen Evropu, ale navštívil i Izrael, Indii, Hongkong a Tchaj-wan. Během této cesty měl Brom na starosti „protokol“ a tak se „tváří v tvář“ setkal (na nejvyšší úrovni) s mnoha tehdejšími osobnostmi politického života. Když se bezpečnostní a politická situace v Kongu začala v důsledku kmenových válek zhoršovat, rozhodl se Brom s manželkou Olgou Bromovou Kongo opustit.

### V Americe
V roce 1962 prodali manželé Bromovi svoje byty v Mnichově, Kinshase a ve Vídni a usadili se v domě v New Yorku. V suterénu domu si Brom zřídil filmový archiv a střižnu a začal procovat na seriálu „Měnící se tvář Afriky“. Jeho choť Olga Bromová jej přiměla k několika přednáškám na amerických univerzitách, ale na akademickou dráhu se Brom nakonec nedal. Pro nakladatelství „Bartholomew House“ začal psát román z afrického prostředí „Eye of the Night“ o bělošském mladíkovi a černošské dívce. Ladislav Brom dostal také nabídku na vytvoření tzv. afrických filmových archivů, které měly obsahovat katalogizované filmové záběry určené především pro potřeby ostatních filmařů, kteří by je mohli průběžně využívat ve svých projektech. Ze svých cest natočil Brom pět filmů a cyklů (mezi jinými to byl film Nelítostná džungle o cestě po Africe); ten poslední z nich „Měnící se tvář Afriky“ ale zůstal nedokončen. V roce 1967 požádal Brom o vízum k návštěvě Československa, avšak do své vlasti se již nestačil podívat. Dne 22. ledna 1969 na cestě mezi Montrealem a New Yorkem zemřel John L. Brom na mozkovou mrtvici. Bromovy filmy a fotografie z Afriky byly zařazeny do sbírek The Smithsonian Institute New York.

## Citát
| „              | Jestliže někomu mohu poděkovat za to, že jsem se v osmačtyřicátém dostala za hranice, je to určitě Láďa Brom... Láďa byl tak trochu dobrodruh. Nebál se riskovat, věděl si rady v každé situaci... S Láďou jsem se pak ještě několikrát potkala. I když už žil v Kanadě. Vždycky jsme si měli o čem povídat. | “ |
| — Lída Baarová | |   |

## Filmografie, výběr
Herec
- 1936 Děti velké lásky (Ave Maria), role: chalupník Ivan, režie Václav Kubásek
- 1938 Hrdinové hranic, vinopalník Roháč, režie Jaroslav Blažek (film nedokončen)

Režie
- 1937 Harmonika
- 1937 Vyděrač
- 1937 Kariéra matky Lízalky
- 1938 Klapzubova XI.
- 1939 Ulice zpívá, spolurežie s V. Burianem a Č. Šléglem
- 1939 Tulák Macoun
- 1939 Bílá jachta ve Splitu
- 1940 Život je krásný
- 1943 Skalní plemeno

## Osobnosti filmu a divadla o Ladislavu Bromovi
Jára Kohout
- Mezi Čechy zkrátka domov můj. Zní to sentimentálně, ale je to tak. Cítil jsem se tedy v Praze, když mě Láďa Brom pozval k sobě do vilky poblíž New Yorku, jejíž dolejšek zařídil jako filmovou laboratoř a střižnu. Pracoval ve Spojených národech jako odborník na Afriku, kterou důkladně z vlastních cest poznal. Natočil o temném světadílu několik filmů, napsal pět knih.[13]